# 硚口路停车场
硚口路停车场是武汉軌道交通1号线的一个高架停车场，是中国第一个轨道交通高架停车场，也是1號線最早投入使用的车辆检修地点。
位于武漢市硚口區崇仁路以西、京汉大道以北、硚口路以东的合圍地帶。與古田车辆段、在建中的漢口北停車場一併是该线三个停放地铁列车的场所。在轨道交通一号线一期运营时期，硚口停车场完全承担了1号线配属车辆的运营、停放及运用检修等功能。
硚口路停车场下方有物业开发项目，分别开发成为茶楼、餐厅和娱乐城等。武漢地鐵集团的總部就位于硚口路停车场西面。

## 附近地區
武汉地铁集团总部、轨道交通1号线硚口路站、轨道交通1号线崇仁路站、武汉市第十一中学